# Jean-Baptiste Lalanne
Pour les articles homonymes, voir Lalanne.
Jean-Baptiste Lalanne, né le 2 octobre 1827 à Coutras (Gironde) et mort le 22 avril 1884 à Coutras, est un homme politique français.

## Biographie
Docteur en médecine en 1852, il est un opposant républicain au Second Empire. Conseiller général en 1867, maire de Coutras après le 4 septembre 1870, il est révoqué en 1874. Il est député de la Gironde de 1876 à 1884, siégeant au groupe de la Gauche républicaine. Il est l'un des 363 qui refusent la confiance au gouvernement de Broglie, le 16 mai 1877.

### Sources
- « Jean-Baptiste Lalanne », dans Adolphe Robert et Gaston Cougny, Dictionnaire des parlementaires français, Edgar Bourloton, 1889-1891 [détail de l’édition]